# أزوغويس
أزوغويس (بالإسبانية: San Francisco de Peleusí de Azogues )‏ هي مدينة، في الإكوادور، تتبع مقاطعة كانار ، وهي عاصمتها، بلغ عدد سكانها 33,848 نسمة في 2010، رمزها البريدي هو EC030150.